# Herrenmühle (Weißenfels)

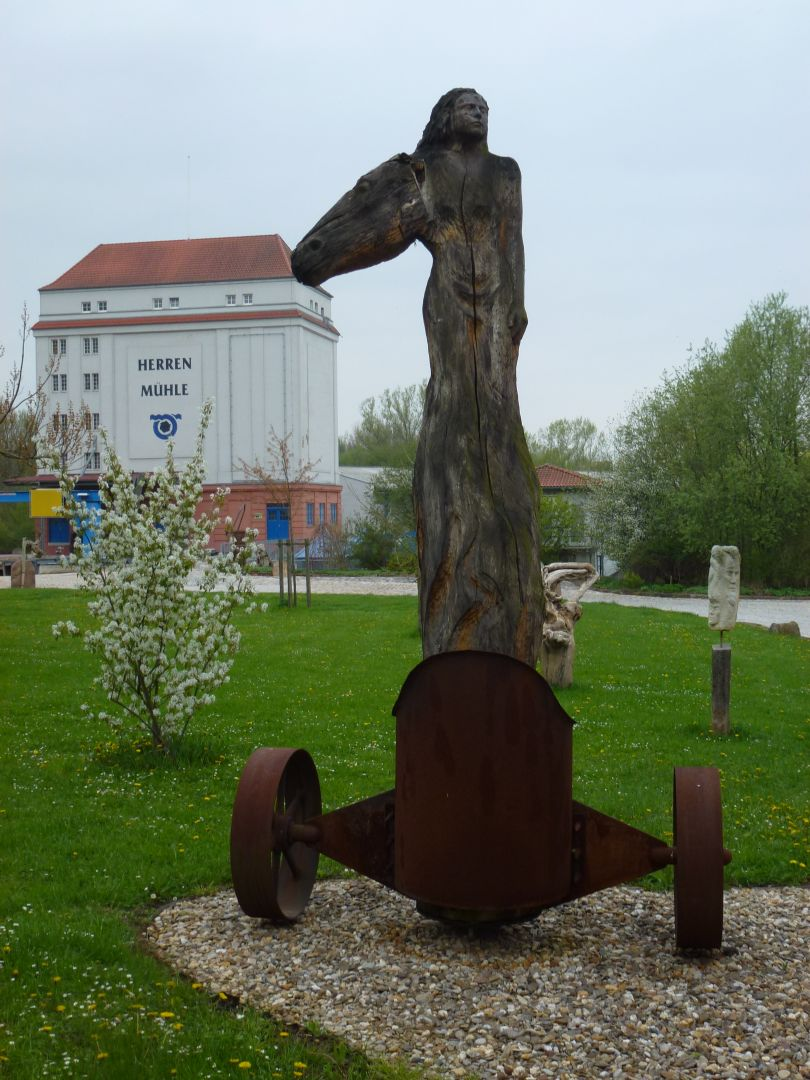
Skulptur mit der Herrenmühle im Hintergrund

Die Herrenmühle ist eine denkmalgeschützte Industriemühle in der Stadt Weißenfels in Sachsen-Anhalt. Im örtlichen Denkmalverzeichnis ist das Gebäude unter der Erfassungsnummer 094 11295 als Baudenkmal verzeichnet. Heute wird die Herrenmühle als Wasserkraftwerk betrieben.

## Allgemeines
In früheren Zeiten standen an beiden Seiten der Saale viele Mühlen. Zu den wenigen erhalten Mühlen gehört die Herrenmühle in Weißenfels. Die Ursprünge als Mühlenstandort lassen sich bis 1369 zurückverfolgen. Das Hauptgebäude der Industriemühle befindet sich auf einer Insel zwischen der Saale und ihren Nebenarmen, sowie auch einige der Nebengebäude.

## Geschichte
Eine Mühle an der heutigen Stelle wird das erste Mal urkundlich im Jahr 1369 erwähnt. Die wettinische Markgräfin Katharina kaufte die Mühle, damals noch Pulsschützmühle dem Kloster Beuditz ab und schenkte sie dem Kloster Pforta. Fürst Wilhelm der Tapfere brachte die Mühle 1457 wieder in wettinischen Besitz, in dem sie bis 1830 blieb. Um die Mühle betreiben zu können, wurde einen Mühlengraben und ein Wehr errichtet, so dass zur Schiffbarmachung der Saale die Herrenmühlenschleuse gebaut werden musste. Die Mühlen an diesem Ort wurden während verschiedener Kriege zerstört und wieder aufgebaut. So wird von einem Neubau im Jahre 1668, der auf den Grundresten einer Mühle aus dem Jahre 1593 errichtet wurde. Im Jahr 1696 wurde die Mühle weiter ausgebaut, bis sie Anfang des 18. Jahrhunderts Mehl-Gänge und eine Öl-Mühle besaß. Der Fabrikant Lautenschläger erwarb die Mühle im Jahr 1863. Während der DDR-Zeit gehörte die Mühle dem VEB Mühlenwerk. Die fünfstöckige Mahlmühle brannte 1957 nieder und wurde wieder aufgebaut. Heute ist die Herrenmühle ein Wasserkraftwerk im privaten Besitz.

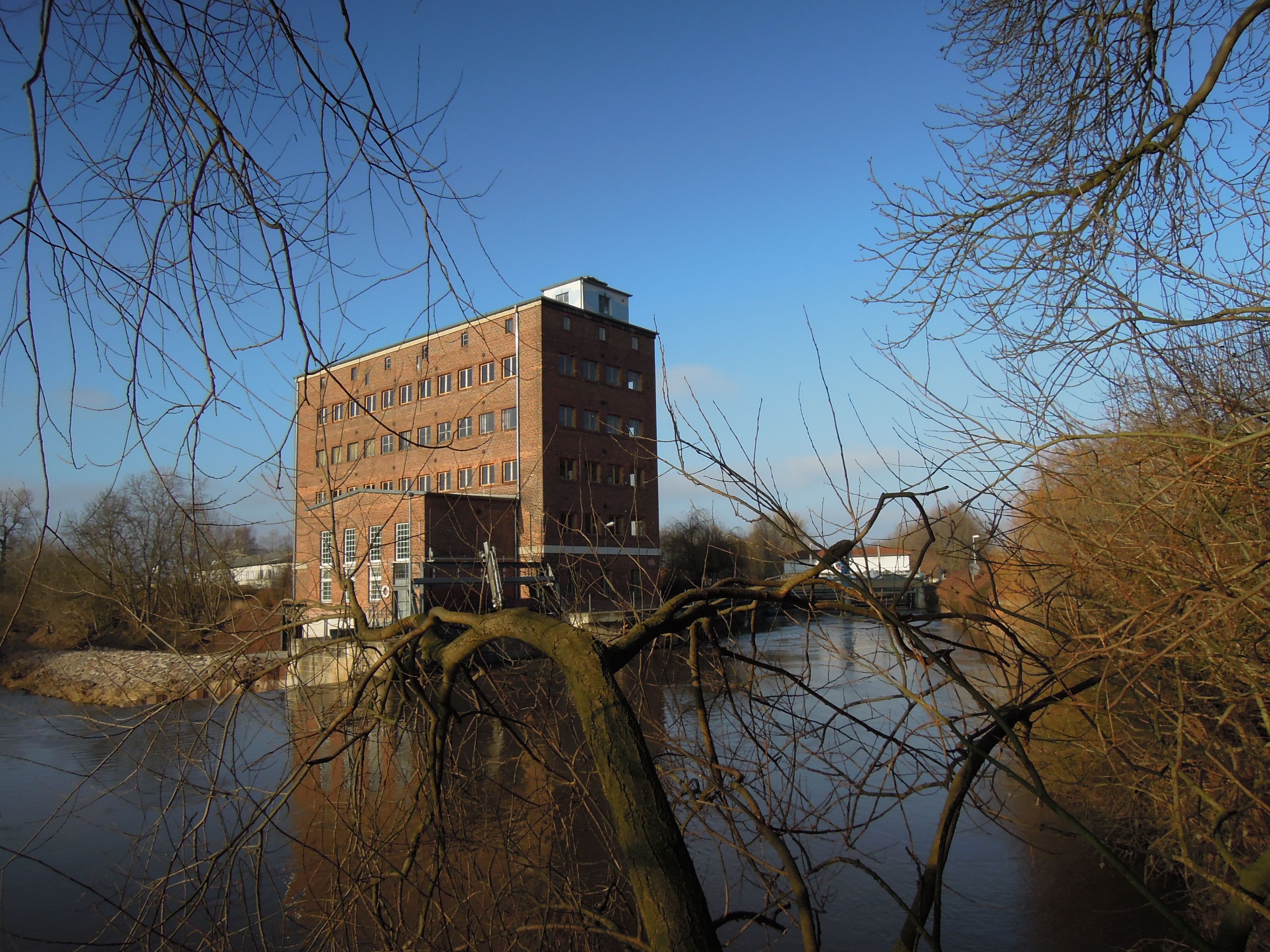
Südostansicht eines Gebäudes der Herrenmühle

## Namensgebung
Die Bezeichnung Herrenmühle ist keine ungewöhnliche Bezeichnung für alte Mühlen oder für Mühlen an Jahrhunderte alten Mühlenstandorten. Die Bezeichnung bezieht sich meist auf die frühere Zugehörigkeit der Mühle zu einem Herrschersitz, den Herren.